# Trennen (Fertigungstechnik)
Mit Trennen werden in der Fertigungstechnik verschiedene Fertigungsverfahren bezeichnet, bei denen durch Ändern der Form eines festen Körpers der örtliche Stoffzusammenhalt aufgehoben, also im Ganzen vermindert wird.

## Einteilung
In der Einteilung der Fertigungsverfahren nach DIN 8580 bildet Trennen die 3. Hauptgruppe: Die DIN-Ordnungsnummer der einzelnen Trennverfahren beginnt mit 3.
- 3.1 Zerteilen (DIN 8588): Trennen von Werkstoffteilen ohne Erzeugen von formlosem Stoff (Späne, Pulver oder ähnliches) auf mechanischem Weg. Die wichtigste Gruppe ist das Scherschneiden (Stanzen).

Die beiden folgenden Gruppen werden in der Praxis und Fachliteratur zusammengefasst zum Zerspanen. Sie basieren darauf, dass von einem Werkstück Teile in Form von formlosem Stoff (Spänen) auf mechanischem Wege entfernt werden. Es ist die wichtigste Gruppe des Trennens.
- 3.2 Spanen mit geometrisch bestimmter Schneide (DIN 8589-0): Drehen, Fräsen, Bohren und weitere.
- 3.3 Spanen mit geometrisch unbestimmter Schneide (DIN 8589-0): insbesondere Schleifen

- 3.4 Abtragen (DIN 8590): Basiert auf dem Entfernen von Teilchen auf nicht mechanischem Weg, etwa thermisch oder chemisch, mit Erzeugung von formlosem Stoff. Dazu zählen das Brennschneiden, das Plasma-Schmelzschneiden, das Funkenerodieren und weitere.
- 3.5 Zerlegen (DIN 8591)
- 3.6 Reinigen (DIN 8592)